# Prípor
Prípor je národní přírodní rezervace v katastrálních územích obcí Belá, Dolná Tižina a Krasňany v okrese Žilina v Žilinském kraji na Slovensku. Území bylo vyhlášeno v roce 1980 a jeho rozloha je 272,27 hektaru. Předmětem ochrany jsou přirozená společenstva jedlobukového lesa a pásma kosodřeviny s výskytem vzácných druhů rostlin a živočichů. Rezervace leží na území národního parku Malá Fatra.